# Нион
Нион (фр. Nyon, итал. Nyon) је град на западу Швајцарске, који се налази у оквиру кантона Во. Нион је седиште истоименог нионског округа. 
У Ниону се налази седиште Уније Европских Фудбалских Асоцијација - УЕФА. Ово је основна препознатљивост града.

## Природне одлике
Нион се налази у западном делу Швајцарске. Од најближег већег града, Женеве, град је удаљен мање од 30 км северно. Кантонално седиште, Лозана је на 40 км североисточно од града, а главни град државе, град Берн, је на 150 км североисточно. 
Рељеф: Нион је смештен на западној обали Леманског језера, на приближно 400 m надморске висине. Западно од града издиже се планина Јура.
Клима: Клима у Ниону је блажи облик умерено континенталне климе због утицаја језера и положаја града на јужним падинама, које га штите од хладних утицаја севера.
Воде: Нион је смештен на западној обали Леманског језера.

## Историја
Подручје Ниона је било насељено још у време праисторије, а у доба антике овде је било староримско насеље-колонија Новиодунум (Noviodunum). Од датог насеља води порекло данашњи назив града.
Насеље је после пропасти Рима било више векова у опадању. Тек се крајем средњег века поново почело развијати. У 16. веку насеље постаје град.
Током 19. века Нион постаје значајније место, па се почиње нагло развијати и јачати привредно. Ово благостање се задржало до дан-данас.

## Становништво
2010. године Нион је имао близу 19.000 становника, од чега страни држављани чине 38,0%.
Језик: Швајцарски Французи чине већину града и француски језик преовлађује у граду (75,8%). Досељавањем досељеника из других и делова државе и других земаља становништво града је постало веома шаролико, па се на улицама града чују бројни други језици, попут немачког (5,7%) и енглеског (4,0%).
Вероисповест: Месно становништво је прихватило калвинизам у 16. веку. Данас протестанти чине мањину становништва Ниона (27,9%). Насупрот томе, последњих деценија у граду се знатно повећао удео других вера, посебно римокатолика (37,8%), па су они данас у већини. Прате их атеисти (17,9%) и муслимани (4,6%).

## Знаменитости
Крајем јула сваке године у Ниону се одржава "Палео", један од највећих музичких фестивала у Швајцарској.

## Галерија
- Приобаље Леманског језера
- Фонтана у старом језгру Ниона
- Протестантска Црква Пресвете Богородице
- Нионски замак